# Bufotettix
Bufotettix är ett släkte av insekter. Bufotettix ingår i familjen vårtbitare.
Kladogram enligt Catalogue of Life:
| Bufotettix | \| \| Bufotettix alpha \| \| \| \| \| \| Bufotettix auchenacophoroides \| \| \| \| |
|            | \| \| Bufotettix alpha \| \| \| \| \| \| Bufotettix auchenacophoroides \| \| \| \| |
|            | Bufotettix alpha                                                                   |
|            |                                                                                    |
|            | Bufotettix auchenacophoroides                                                      |
|            |                                                                                    |